# Fresvikbreen
Der Fresvikbreen ist ein Gletscher in Norwegen. Er liegt auf der Südseite des Sognefjords in der Gemeinde Vik und gehört zum Weltnaturerbepark Nærøyfjorden. Mit einer Größe von ca. 15 km² gilt er als 23. größte Gletscher auf dem norwegischen Festland. Der höchste Punkt liegt auf 1642 Metern über dem Meeresspiegel.
Am Rand des Gletschers wurden Spuren von Leitzäunen, Fallgruben und Schießständen gefunden, die bis in die Eisenzeit datiert wurden und zur Rentierjagd genutzt wurden. Der historische Jordalsvegen führt von Fresvik am Sognefjord über zwei Arme des Fresvikbreen – Gryteskarvfonni und Langafonni nach Jordalen in der Gemeinde Voss. In früheren Zeiten wurde dieser Weg vornehmlich von den Bauern in Fresvik als Almweg genutzt um ihre Almhütten im Øvstedalen zu erreichen. An der Kreuzung des Jordalsvegen mit dem Pfad nach Dyrdal steht der Steinmann Fresvikvarden der aus der Zeit vor dem Svartedauden stammen soll und in früheren Zeiten als Opferplatz genutzt wurde.